# Kaphornklubben

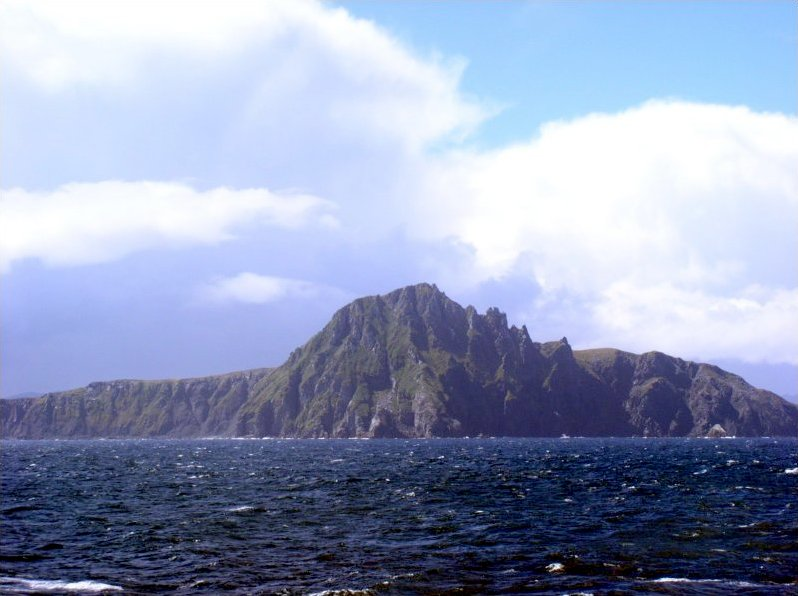
Kap Horn sett söderifrån

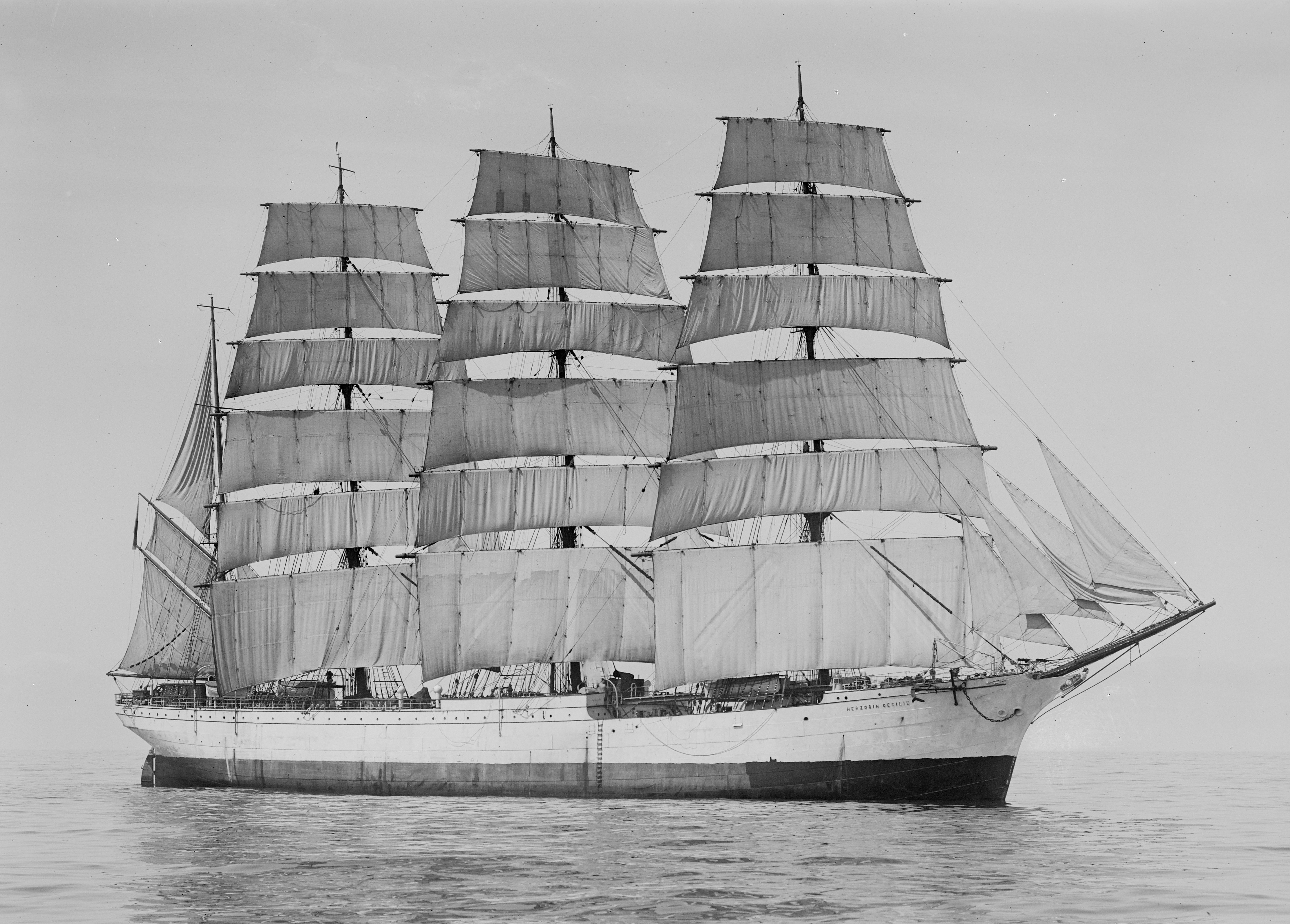
Ett av fartygen från de gamla salpeter- och vetetraderna, Herzogin Cecilie

Kaphornklubben, eller A.I.C.H. (Amicale Internationale des Capitaines au Long Cours Cap Horniers, Internationella Brödraskapet för Kaptener på långtraden runt Kap Horn) är en organisation för personer som fört befäl på segelfartyg runt Kap Horn, med huvudsäte i Saint-Malo i Frankrike.

## Historia
I maj 1937 satt ett sällskap med 34 erfarna sjökaptener och tillbringade en afton tillsammans. Bland dem fanns en kapten Yves Menguy (1877–1965), som tyckte att de hade så mycket gemensamt att dryfta, att de kunde grunda en förening, som skulle bevara "Saint-Malo andan", och därmed föddes Kaphornklubben. Underavdelningar har grundats i Sverige, Åland (grundad 1961), Australien, Belgien, Kanada, Chile, Danmark, England, Finland (grundad 1965), Tyskland, Italien, Nya Zeeland, Norge, Nederländerna, och USA. Stadgarna har varit strikta beträffande vilka som godkänns som medlemmar. Egentligen har de krävt att man skall vara sjökapten. Olika lokalavdelningar har dock haft litet olika tolkningar om vad som krävs för att få vara kaphornare.

## Nuläget

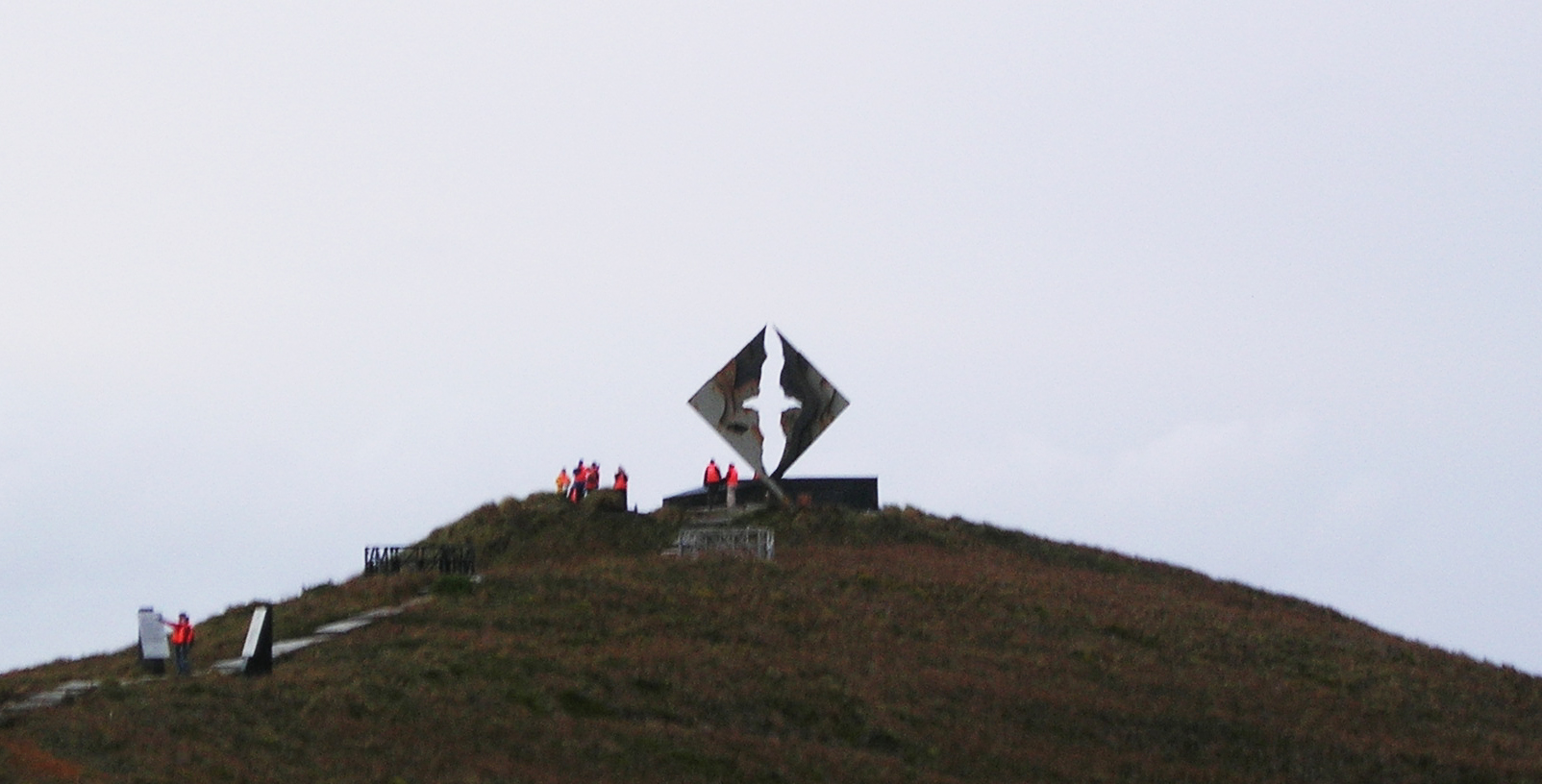
Albatrossmonumentet vid Kap Horn, rest 1992 på initiativ av den chilenska lokalavdelningen till minne av dem som inte kom fram.

I dag håller av naturliga skäl medlemsantalet på att minska, och många lokalavdelningar har avslutat sin verksamhet, bland andra Sveriges, Norges och Nederländernas. Finlands lokalavdelnings verksamhet upphörde vid ett möte i april 2006 med ett tiotal närvarande medlemmar, av skaran som hade en medelålder på cirka 87 år. Ålands lokalavdelning fortsätter ännu, och hade 2003 ännu ett sextiotal "äkta" medlemmar, eftersom det åländska rederiet Gustaf Erikson var ett av de sista som drev segelsjöfart på Australien. Vid en kaphornarkonferens i Mariehamn i samband med Tall ships race år 2000 fattades beslutet att upplösa föreningen, och på det Internationella mötet i Saint-Malo i maj 2003 fastslogs beslutet att avsluta den organiserade internationella verksamheten. Men några lokala avdelningar fortsätter ännu, och bland annat Chiles lokalavdelning har en underavdelning med medlemmar som rundat Hornet i andra sammanhang, som kan tänkas leva vidare med "Saint-Malo andan".

## Hierarki
Medlemmar som har varit befälhavare på ett segelfartyg som rundat Kap Horn på en resa som har varit över 3000 nautiska mil kallas för Albatrosser, efter den ståtliga fågel som brukade följa fartygen på deras väg över havet. Medlemmar som har rundat hornet som besättning eller underbefäl på ett segelfartyg, och senare tagit sjökaptensexamen kallas Malamok, eller Mollyhawk vilket bland sjömän varit ett samlingsnamn för en rad olika större havsfåglar och som i dag är ursprunget till det engelska namnet "Mollymawks" för albatrossläktet Thalassarche. Övriga sjömän som rundat Hornet får vara med bara som associerade medlemmar, och kallas Kapduva vilket är ett äldre namn för brokpetrell (Daption capense) vilket är ännu en fågelart som förekommer i området.
Medlemmarna rankas också efter ålder och kallas efter seglen på stormasten: det översta röjel når man vid 90 års ålder, överbramsegel motsvarar 80 år, bramsegel 70, övermärssegel 60 och märssegel 50 år.